# Chiesa di Santa Rosa da Viterbo (Nurri)
La chiesa di Santa Rosa da Viterbo è un edificio religioso situato a Nurri, centro abitato della Sardegna meridionale. Consacrata al culto cattolico, fa parte della parrocchia di San Michele, arcidiocesi di Cagliari.

Chiesa edificata nel 1663. Dedicata dapprima a san Pietro Apostolo poi alla Madonna degli Angeli  e infine a santa Rosa da Viterbo, si presenta con una facciata semplice in blocchi di trachite locale (perd'e contoni) di diverse tonalità.